# モントルイユ (パ＝ド＝カレー県)
モントルイユ （Montreuil）は、フランス、オー＝ド＝フランス地域圏、パ＝ド＝カレー県のコミューン。モントルイユ＝シュル＝メール（Montreuil-sur-Mer）とも呼ばれる。

## 地理
モントルイユのまちは、カンシュ川を見下ろす突端の上にある。地理的に特徴ある位置である。まちは、エキュイール谷とラ・マドレーヌ谷によって隣接する台地から切り離されている。自然によるこの位置は、必然的に防衛上の役割を与えることになっている。
海から10km以上内陸に位置するが、モントルイユは長い間主要海港であり続けてきた。海港から航行するボートは、もはや漁船やカヤックの水先案内を可能にしているだけである。ユーグ・カペーが在位中であった987年、フランス王室が所有する唯一の海港であった。

## 歴史

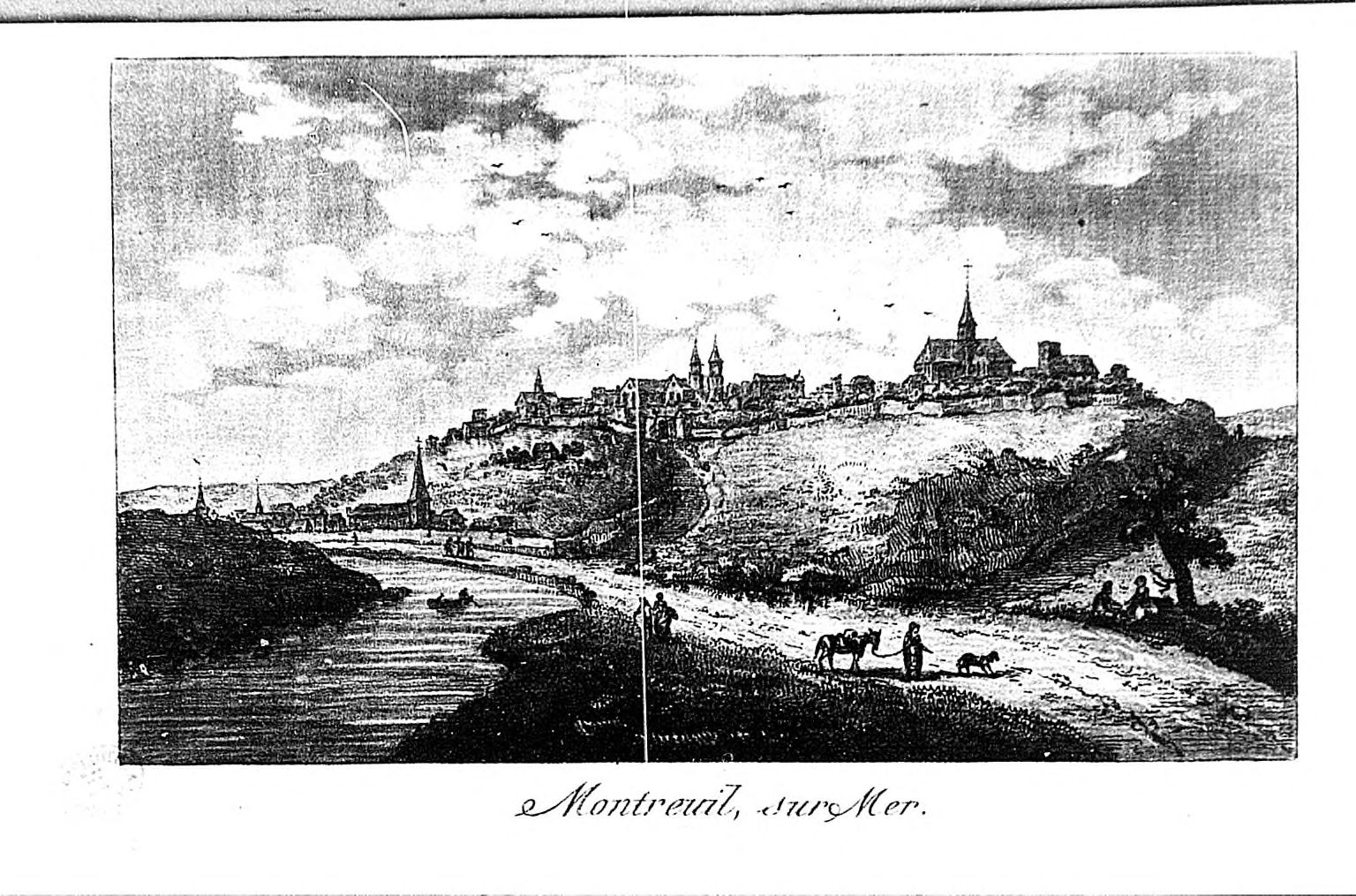
1792年に描かれたモントルイユ

モントルイユについて最初に触れられたのは、898年に記された聖ヴェルタンと聖ヴァーストの史料においてである。要塞化されたまちはプティ・モナステール（petit monastère、小さな修道院。ラテン語ではmonasterolium）の名をすでに持っていた。913年より幾年か後、ヴァイキングによって修道院を破壊されたランデヴェネック（現在のフィニステール県のコミューン）の修道士たちが、モントルイユに避難してきたことが知られている。
10世紀のモントルイユ伯エルゴーは既に伯爵城を所有していたようである。多くの中世の建物の上で起きた戦争は6世紀以上続いた。軍のまちとしての経歴の始まりはこの時期にあった。
980年、モントルイユはフランス王領となった。1188年、フィリップ2世がモントルイユに憲章を与えた。13世紀初頭、フィリップ2世は海側からの攻撃に備え強力な城を建設した。現在も一部が残る。
多くの聖遺物を持つモントルイユはいとも敬虔なるまちであり、多くの巡礼者が訪れた。
モントルイユはシーツの輸出で知られ、イタリアやフランドル、アルトワと名声を競った。
中世後期、カンシュ川が次第に堆積するにつれまちは衰退していった。海上貿易は衰退し、モントルイユの存在感は薄れた。
1537年、神聖ローマ皇帝カール5世とイングランド王ヘンリー8世の軍勢がモントルイユを包囲した。降伏を余儀なくされたモントルイユは広範囲に破壊された。1596年、まちは黒死病の流行にあっている。
1567年、フランス王シャルル9世は、13世紀の古城があった位置に要塞を建設するよう命じた。1670年より、ヴォーバンと彼の後継者たちが事業を完成させ、シタデルを刷新、火薬庫と武器庫が加えられた。
18世紀、カンシュ川の堆積と港の衰退にもかかわらず、まちの繁栄は多くの邸宅を擁するほどであった。
フランス革命後の1793年から1795年、まちはモンターニュ＝シュル＝メール（Montagne-sur-Mer）と改名させられていた。
1803年にブローニュ基地の一部がモントルイユに設置された。元帥スールとミシェル・ネイは、この基地に本営を置いた。19世紀に進められたまちの発展の模索は、まちを取り巻く低い壁の破壊につながり、1878年8月5日、アラス＝エタプル間をつなぐ鉄道路線がモントルイユを通過できるようになった。
第一次世界大戦中、イギリス陸軍の将軍ダグラス・ヘイグはモントルイユに司令部を置いていた。
ヴィクトル・ユーゴー作『レ・ミゼラブル』の前半において、モントルイユは舞台の1つとなっている。

## 人口統計
| 1962年 | 1968年 | 1975年 | 1982年 | 1990年 | 1999年 | 2006年 |
| ------ | ------ | ------ | ------ | ------ | ------ | ------ |
| 2 920  | 2 944  | 2 840  | 2 753  | 2 450  | 2 425  | 2 331  |

sources=base Cassini de l'EHESS pour les nombres retenus jusque 1962 · 

## 史跡
- サン＝ソルヴ修道院と付属教会 - 10世紀にランデヴェネックから移ってきた修道士たちが建てた。建物は12世紀のもの
- オテル＝デュー礼拝堂 - 巡礼者のための病院に付設された礼拝堂で、13世紀頃の建物。
- サント＝オストルベルト礼拝堂 -  11世紀頃ノルマンディーで発見された聖遺物をモントルイユ商人がまつったのが起源。建物はのちコレージュや陸軍歩兵学校のものとなった。

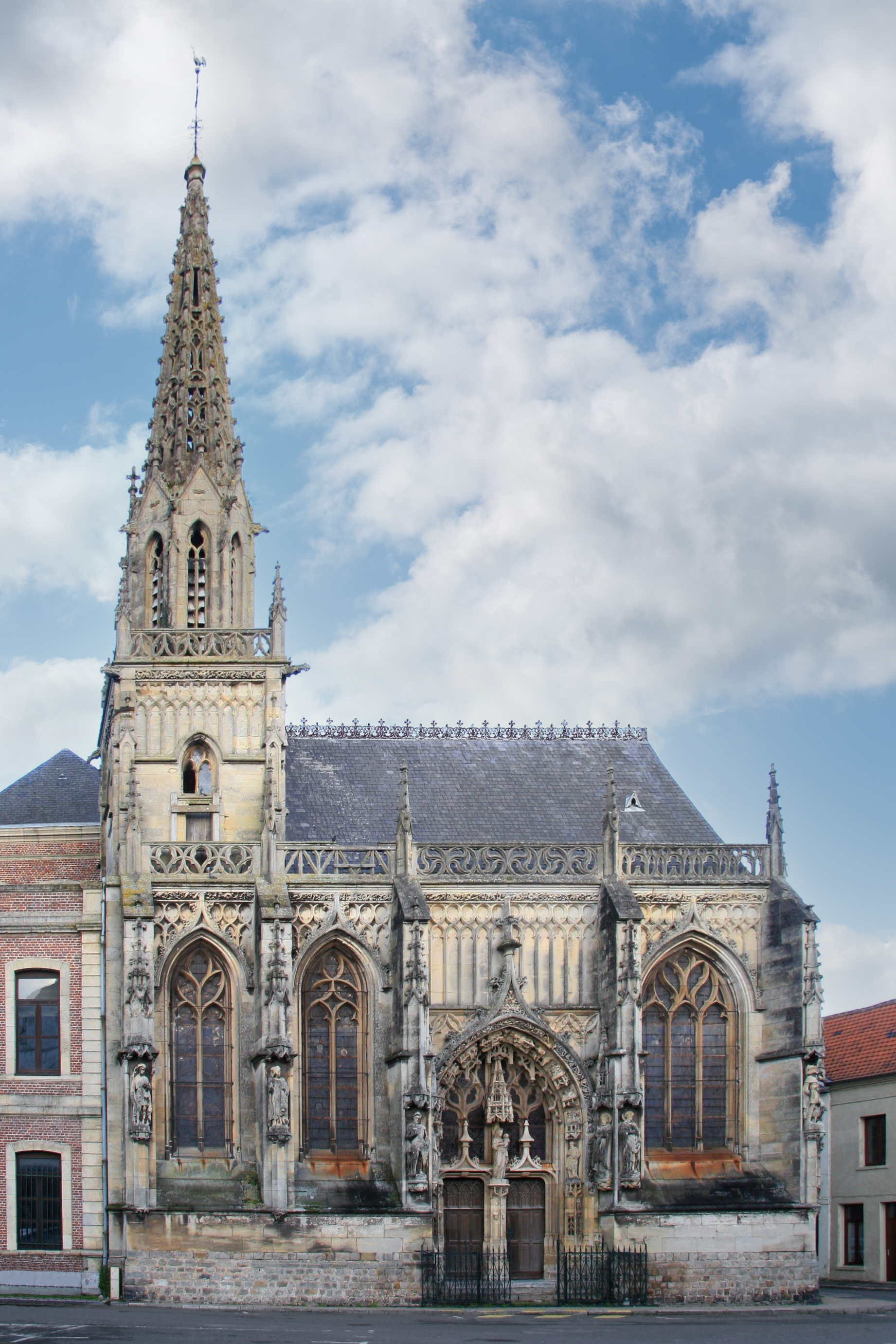
オテル＝デューの礼拝堂
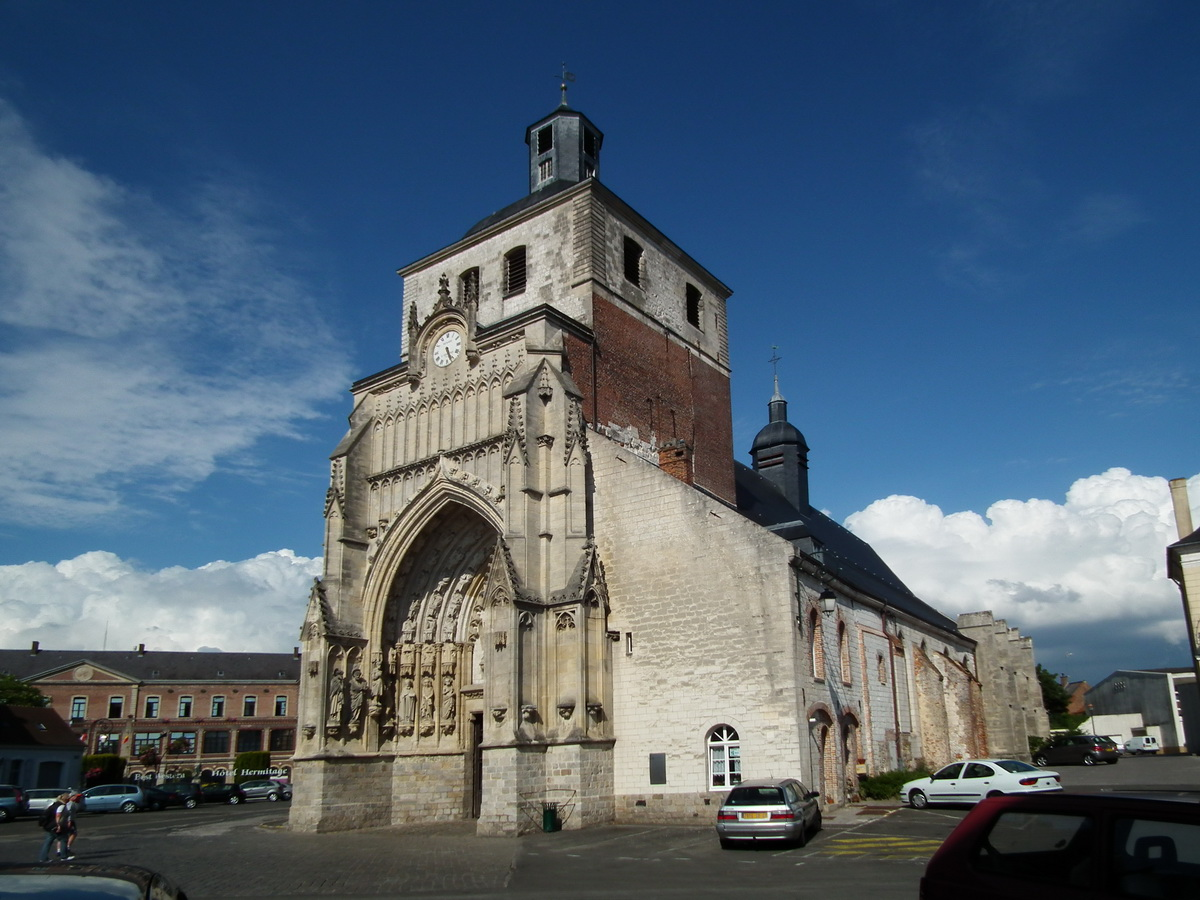
サン＝ソルヴ修道院

## 姉妹都市
- ラインベルク、ドイツ
- スラフ、イギリス